# Тарзан и изгубеният град
„Тарзан и изгубеният град“ (на английски: Tarzan and the Lost City) е американски приключенски филм от 1998 г. на режисьора Карл Шенкел, и участват Каспър Ван Диен, Джейн Марш и Стивън Уодингтън. Сценарият на Бейърд Джонсън и Дж. Андерсън Блек и е свободно базиран на историите за „Тарзан“ от Едгар Райс Бъроуз.
Един продуцентите на филма – Стенли Картър, е продуцирал другия филм за „Тарзан“ от „Уорнър Брос“ – „Тарзан от рода Грейстоук“ (1984).